# Мхитарян, Нвер Мнацаканович
Нвер Мнацаканович Мхитарян (арм. Նվեր Մնացականի Մխիթարյան, укр. Нвєр Мнацаканович Мхітарян; род. 16 июня 1960, Ереван) — украинский предприниматель, учёный и политик, основатель и почётный президент строительной корпорации «Познякижилстрой», Народный депутат Украины IV, VI и VII созывов.

## Образование, учёные степени и научные звания
- 1978—1982 — Ереванский политехнический институт, архитектурно-строительный факультет.
- 1993—1997 — докторант Киевского инженерно-строительного института.
- Доктор технических наук, профессор, член-корреспондент Национальной академии наук Украины.

## Научная деятельность
1989 год — защитил кандидатскую диссертацию «Гелиотермообработка тонкостенных армированных бетонных плит при производстве пакетным способом» (Киевский инженерно-строительный институт, 1989);
1996 год — защитил докторскую диссертацию «Основы гелиотермообработки щелочных бетонов» (Ереванский инженерно-строительный институт, 1996; нострификована Одесской государственной академией строительства и архитектуры, 1997).
На должности заместителя председателя комитета Верховной Рады по правам человека выступал за либерализацию и гуманизацию условий содержания заключённых, медицинскую помощь для них, профилактику туберкулёза в местах лишения свободы.
Институт возобновляемой энергетики Национальной академии наук Украины под руководством Нвера Мхитаряна провел серию исследований перспектив развития этой отрасли, а также организовывал научные конференции по зелёной энергетике. Сам Нвер Мхитарян отстаивал идею развития альтернативной энергетики.
Автор 21 патента, из которых 11 — в отрасли строительства и 10 энергосбережения и нетрадиционной энергетики.
В 2000—2005 годах — председатель Союза армян Украины.
Академик Академии инженерных наук Украины, Академии строительства Украины. Профессор кафедры строительных материалов и изделий Аэрокосмической академии Украины (1997).

## Карьера
1982—1990 — мастер, прораб, старший прораб строительного управления СБО «Армводстрой» Министерства водного хозяйства СССР.
1990—1993 — мастер Ровенской МБУ «Енерговысотспецстой».
1996 — создает и возглавляет корпорацию «Познякижилстрой», крупнейшую строительную компанию в Киеве. Направление — жилые комплексы повышенной комфортности.
2000 — выступает основателем Института повышения квалификации специалистов по монолитному домостроению.
2001 — кампания выходит на рынки России (строительные объекты в Москве) и ОАЭ (строительные объекты в Дубае).
2006 — передаёт управление компанией сыну, Артуру Мхитаряну, который проработал в корпорации последние 3 года на разных должностях.
На 2012 год в состав холдинга входит 20 компаний, в том числе такие, которые занимаются собственными техническими и научными разработками в сфере энергосберегающих технологий в строительстве.

## Политическая деятельность
- 2000—2005 — председатель Союза армян Украины.
- 2002—2006 — Народный депутат Украины от партии «За единую Украину!». Заместитель председателя парламентского Комитета по вопросам прав человека, национальных меньшинств и межнациональных отношений.
- 2007—2012 — Народный депутат Украины от «Партии регионов».
- 2012—2014 — Народный депутат Украины от «Партии регионов».
- Н. Мхитарян — почётный консул Республики Колумбия на Украине.

## Предпринимательская деятельность
В 1996 году основал строительную компанию «Познякижистрой», которая со временем стала одной из крупнейших в Киеве и компанией-новатором в строительной отрасли. Всего за время его руководства компанией было построено более 1 000 000 м². жилья. Это многоквартирные дома в жилых массивах Киева — Позняки, Троещина, Печерск. Среди знаковых проектов компании — дом-волна в микрорайоне Царское село, башни-близнецы на бульваре Леси Украинки и здание на улице Ковпака, 17.
Компания «Познякижилстрой» первой из строительных компаний применила на Украине монолитно-каркасную технологию строительства в жилищном строительстве. В 1998-м году компанией был построен первый на Украине «теплый дом» (по адресу Киев, улица Драгоманова, 17). Развивая направление энергоэффективных технологий в строительстве, «Познякижилстрой» первой стала устанавливать поквартирные системы отопления с автоматическими терморегуляторами и поквартирные счётчики для учёта потребления тепловой энергии, что значительно снизило стоимость содержания жилья.
Компания построила первые в Киеве двух- и трёхуровневые пентхаусы в жилищных комплексах (по ул. Ковпака, 17 и бул. Леси Украинки, 30б)
С декабря 2015 года строительная компания «Познякижилстрой» вошла в структуру инвестиционно-девелоперской компании TARYAN Group, которой владеет и управляет Артур Мхитарян.
С того времени Нвер Мхитарян развивает новые девелоперские проекты в Объединённых Арабских Эмиратах.

## Семья
Отец — армянский детский писатель, ветеран II-й Мировой войны Мнацакан Тарян
Дочь — Астхик Нверовна Мхитарян, 1980 года рождения, директор и собственник салона мебели «Provasi», магазинов «Valentino» и «Hermès».
Сын — Артур Нверович Мхитарян, 1982 года рождения, украинский предприниматель, глава наблюдательного совета украинской строительной корпорации «Познякижилстрой».

## Награды
- Орден князя Ярослава Мудрого V степени (27 июня 2013 года) — за значний особистий внесок у державне будівництво, соціально-економічний, науково-технічний, культурно-освітній розвиток України, вагомі трудові здобутки та високий професіоналізм[6]
- Орден «За заслуги» I степени[7]
- Орден «За заслуги» II степени[7]
- Орден «За заслуги» III степени (8 июля 2000 года) — за весомый личный вклад в развитие жилищного строительства, значительные достижения в труде[7][8]
- Орден Данилы Галицкого (16 июня 2010 года) — за весомый личный вклад в государственное строительство, активную законотворческую и общественно-политическую деятельность[7][9]
- Заслуженный строитель Украины (25 февраля 1999 года) — за добросовестный труд, весомые достижения в профессиональной деятельности[7][10]
- Государственная премия Украины в области науки и техники 2003 год — за цикл праць «Наукові дослідження, розробка та впровадження низькоенергоємних технологій і техніки у будівництві» (у складі колективу)[11]
- Почётная грамота Кабинета Министров Украины — за весомый личный вклад в реализацию жилищной политики государства, внедрение в процесс строительства новых технологий, плодотворную научную деятельность[7]